# Coelioxys quaerens
Coelioxys quaerens är en biart som beskrevs av Holmberg 1903. Coelioxys quaerens ingår i släktet kägelbin, och familjen buksamlarbin. Inga underarter finns listade i Catalogue of Life.